# Batroxobina
Batroxobina o reptilasi è una serina proteasi, a struttura glicoproteica, ottenuta dal veleno di alcuni serpenti, tra cui in particolare la vipera Bothrops atrox, ma anche da Bothrops moojeni e Bothrops jararaca. 
La proteina viene purificata con opportuni procedimenti cromatografici ed è impiegata per favorire l'emostasi. 

## Farmacodinamica
Batroxobina agisce direttamente sul fibrinogeno determinando la produzione di un monomero di fibrina che può essere successivamente convertito dalla trombina in un coagulo di fibrina. Per ragioni non ancora completamente chiarite batroxobina si lega al fibrinogeno in modo distinto dalla trombina, ed in contrasto con quest'ultima, che rilascia fibrinopeptide A e B dai domini NH2 terminali delle catena α (alfa) e β (beta) di fibrinogeno, rispettivamente, batroxobina rilascia solo fibrinopeptide A.
A dosaggi elevati il composto agisce da anticoagulante inducendo uno stato di ipofibrinogenemia.
Per il peculiare meccanismo d'azione il composto risulta efficace in tutti i difetti della coagulazione che, nella cascata coagulativa, si verificano a monte della trasformazione del fibrinogeno in fibrina.
La molecola non viene inattivata dall'eparina o da anticoagulanti equivalenti.

## Usi clinici
Il composto trova indicazione in tutte quelle situazioni in cui si voglia ottenere un aumento della coagulabilità del sangue a livello distrettuale, ad esempio in caso di epistassi, nelle emorragie post adenotonsillectomia e nelle estrazioni dentarie. Viene anche utilizzato nella profilassi e prevenzione delle emorragie perioperatorie, prima di determinati interventi chirurgici. Esistono comunque dubbi sulla sua reale efficacia con queste indicazioni.
La soluzione di batroxobina disponibile in commercio può essere adoperata anche per applicazioni locali su ferite emorragiche come, ad esempio, nel caso di traumatismi minimi oppure a seguito di estrazioni dentarie.